# アメリカの鳥
アメリカの鳥は、1971年に、アメリカの作家である、メアリー・マッカーシーが発表した、長編小説である。池澤夏樹はこの作品を現代世界の十大小説としている。
この作品は、池澤夏樹＝個人編集世界文学全集にも作品が収められている。なお、古沢安二郎訳『アメリカの渡り鳥』が早川書房から1974に刊行されていた。